# Paul Seymour (Mathematiker)

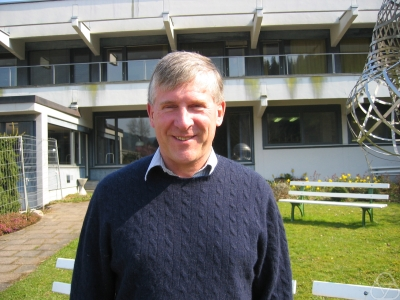
Paul Seymour 2007

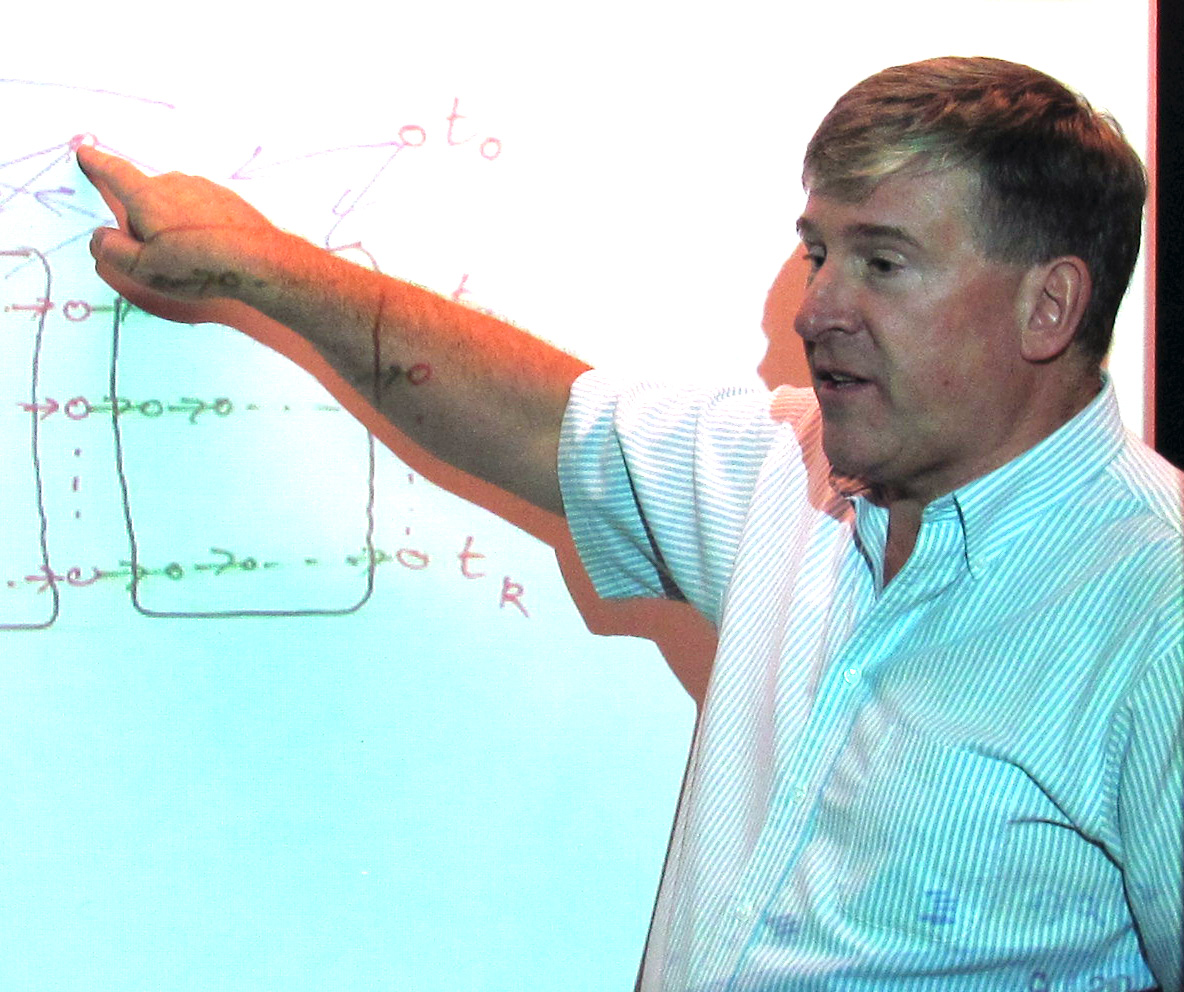
Paul Seymour, Columbia University 2010

Paul D. Seymour (* 26. Juli 1950 in Plymouth) ist ein englischer Mathematiker, der wichtige Beiträge zur Kombinatorik lieferte.

## Leben und Werk
Seymour besuchte die Schule in Plymouth und studierte, nachdem er im landesweiten Eingangsexamen als erster abgeschlossen hatte, an der Oxford University (Exeter College). 1971 erhielt er seinen Bachelor, 1972 seinen Master-Abschluss, und 1975 wurde er dort promoviert bei A.W.Ingleton (Matroids, Hypergraphs and the Max-Flow-Cut-Theorem). 1974 bis 1976 war er am University College Swansea, danach bis 1978 am Merton College in Oxford und 1978/79 an der University of Waterloo in Ontario. Ab 1980 war er an der Ohio State University in Columbus (Ohio), wo er 1983 Professor wurde. 1983 bis 1996 war er an den Bell Labs (damals Bellcore Labs, heute Telcordia Technologies) in Morristown in New Jersey. 1984 bis 1987 war er außerdem Adjunct Professor an der Rutgers University und 1988 bis 1993 an der University of Waterloo. 1996 wurde er Professor an der Princeton University, wo er schon ein Jahr zuvor Gastprofessor war.
1983 bis 2004 bewies er in einer Reihe von Arbeiten mit Neil Robertson den Satz von Robertson-Seymour (vorher die Vermutung von Klaus Wagner) in der Theorie der Graph-Minoren. Mit Robertson und Robin Thomas vereinfachte er 1996 den Beweis des Vierfarbensatzes, der aber immer noch Computereinsatz benötigt. Mit Maria Chudnovsky, Robertson und Thomas bewies er 2002 die starke Vermutung über perfekte Graphen. Außerdem bewies er mit Robertson, Thomas, wann ein Graph eine flache Einbettung in den dreidimensionalen Raum (ohne Links) hat.
Mit Thomas und Robertson bewies er die im Allgemeinen noch offene Hadwiger-Vermutung aus der Graphentheorie für k=6 Farben.
1979, 1994 und 2006 erhielt er den Fulkerson-Preis. 1983 erhielt er den Pólya-Preis und war Sloan Research Fellow. 2003 erhielt er den Ostrowski-Preis und 2004 nochmals (mit Robertson) den Pólya-Preis. 1994 hielt er einen Plenarvortrag auf dem Internationalen Mathematikerkongress (ICM) in Zürich (Progress on the four colour theorem) und 1986 war er Invited Speaker auf dem ICM in Berkeley (A survey of graph minors). 2022 wurde Seymour in die Royal Society gewählt.
Seymour ist Herausgeber des Journal of Graph Theory.
Er ist seit 1979 verheiratet und hat zwei Kinder.